# اماندولا
اماندولا (به ایتالیایی: Amandola) یک سکونتگاه مسکونی در ایتالیا است که در استان فرمو واقع شده‌است.

## خصوصیات
اماندولا ۶۹٫۴ کیلومترمربع مساحت و ۳٬۸۰۲ نفر جمعیت دارد و ۵۵۰ متر بالاتر از سطح دریا واقع شده‌است.